# Myrmarachne glavisi
Espèce
Myrmarachne glavisi est une espèce d'araignées aranéomorphes de la famille des Salticidae.

## Distribution
Cette espèce est endémique de Bali dans les Petites îles de la Sonde en Indonésie.

## Étymologie
Cette espèce est nommée en l'honneur de Glavis Bernard Edwards.

## Publication originale
- Prószyński & Deeleman-Reinhold, 2010 : Description of some Salticidae (Araneae) from the Malay Archipelago. I. Salticidae of the Lesser Sunda Islands, with comments on related species. Arthropoda Selecta, vol. 19, no 3, p. 153-188 (texte intégral).